# ノーサンバーランド (イングランド)
ノーサンバーランド（Northumberland）は、イングランドの典礼カウンティおよび単一自治体。ノーサンバーランド州（the county of Northumberland, Northumberland county）とも呼ばれる。
イングランドの北東端、スコットランド国境地方に位置する。北はスコットランドのスコティッシュ・ボーダーズで、東は北海に面する。西でカンブリア、南でダラム、南東でタイン・アンド・ウィアと隣接する（タイン・アンド・ウィアは、1974年の行政区画改編までノーサンバーランドに属していた）。1974年以降、州都はモーペス（Morpeth）であるが、アニックも州都に名乗りをあげている。北側のスピッタルから南側のダラム州のブラックホール・ロックスまで伸びた海岸景勝地のノーサンバーランド・コーストはムラサキハマシギ、キョウジョシギ、コアジサシなどの生息地であり、2000年にラムサール条約登録地となった。
古くから、この地を巡ってスコットランドとイングランドが争ったため、城が多い。開発を免れたことで景観が維持された州内の荒野は、現在は国立公園として保護されている。人口密度は1平方キロメートルにつき62人で、イングランドで最も低い。

## 歴史
この地域は、かつてローマ帝国の一部であった（Sub-Roman Britain）。その後、アングル人などがバーニシア王国を建てると、その中心地になった。バーニシア王国はのちにデイアラ王国と統一し、ノーサンブリアとなった。また、ノーサンバーランドはイングランドにおける「キリスト教のゆりかご」とも呼ばれる。これは、7世紀のリンディスファーン島（バンバーグ沖に位置し、聖なる島とも呼ばれる）にリンデスファーン修道院が創建され、キリスト教が開花したことに由来する。
ノーサンバーランドは、領土をめぐるイングランドとスコットランドの争いの舞台となった。そのため、イングランドの中でも多くの城が建設された。代表的な城郭としてアニック城、バンバラ城、ダンスタンバラ城、ワークワース城などが挙げられる。

## 地理
ノーサンバーランドは、地理的に多様な地域である。北海沿岸の平野部から、北西へ向かうにつれ山がちになる。北緯55度以上という高緯度と標高の高さにより、国内でも最も寒い地域のひとつであるが、東海岸にあるため比較的降雪量は少ない。
州内のおよそ4分の1がノーサンバーランド国立公園に指定されており、開発や農業から保護されている。公園はスコットランドとの境界からハドリアヌスの長城を経て、南部にまでおよぶ。その大部分が標高240メートル以上である。また、ノーサンバーランド海岸も特別自然美観地域 (AONB) に指定されている。ノース・ペナインズ特別自然美観地域の一部も州内にかかっている。
州内にあるナチュラル・イングランド認定の自然地域および自然特性地域は下記の通り。
- 北ノーサンバーランド海岸平野
- 南東ノーサンバーランド海岸平野
- チェヴィオット・フリンジ
- チェヴィオット丘陵
- ノーサンバーランド砂岩丘陵
- ミッド・ノーサンバーランド
- タイン川峡谷とハドリアヌスの長城
- スコットランド国境地帯の荒れ地および森林
- タイン・アンド・ウィア低地

## 文化

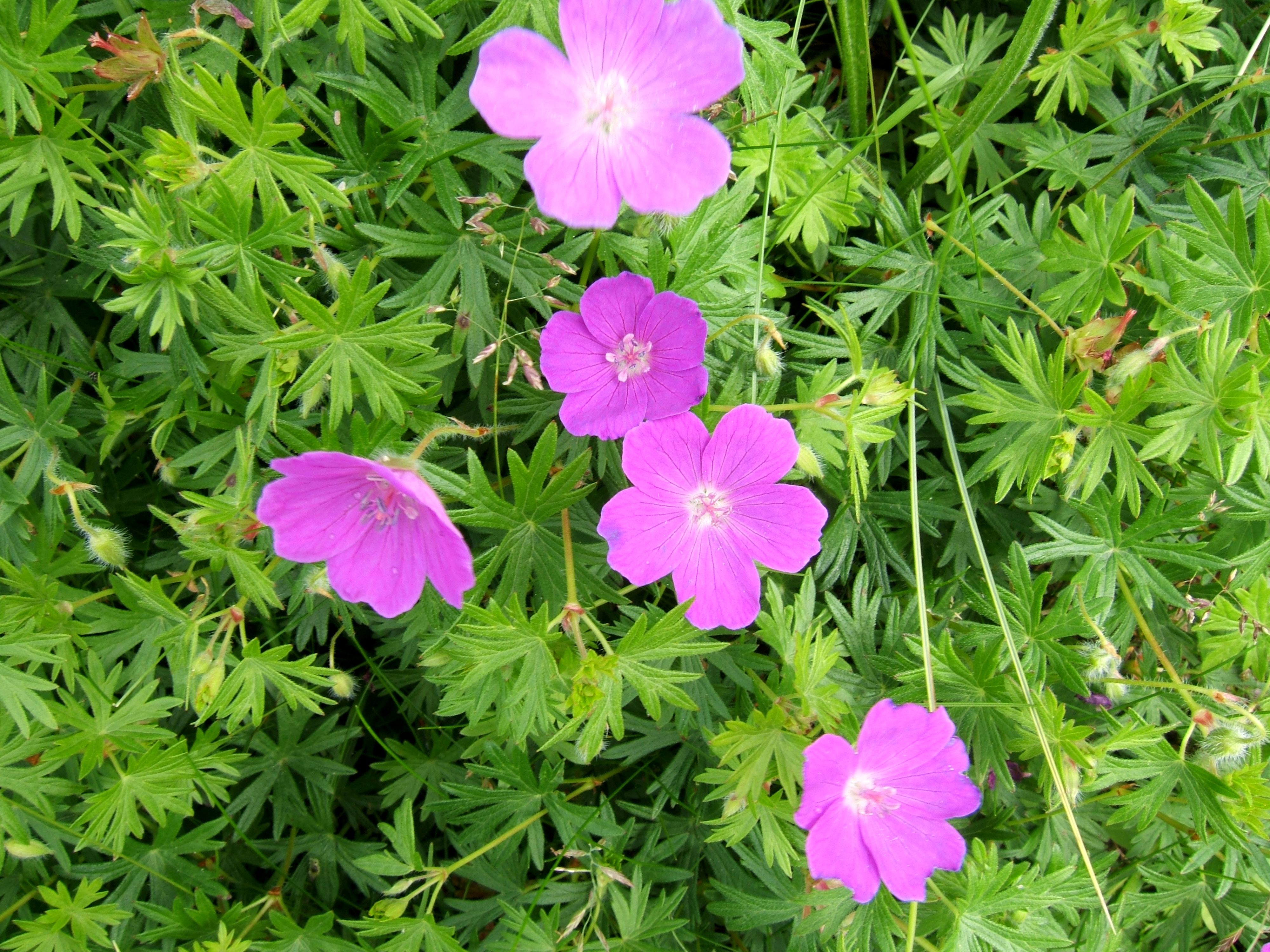
ノーサンバーランド・コーストのアケボノフウロ

ノーサンバーランドにはラッパーソード・ダンスやクロッグ・ダンス、ノーサンブリアン・スモールパイプ（スコットランドのバグパイプとはまったく異なる）など、イングランドのほかの地方にはない独特の伝統がある。また、独自のタータン模様があり、スコットランドではこの柄は「羊飼いのタータン」と呼ばれている。音楽でも、ノーサンブリアの伝統音楽はその歴史的背景からイングランドの他地域よりもスコットランドのローランド地方やアイルランドの音楽と親和性が高い。
この地方のボーダー・バラッドは中世後期から有名である。1765年に『英国古謡拾遺集』を上梓したトマス・パーシーは、15世紀から16世紀にロンドンその他各地でボーダー・バラッドを歌った吟遊詩人は大部分が北部の人間だったと述べている。19世紀に入ると、ウォルター・スコットの活動などにより、バラッドは一層人気を博した。ウィリアム・モリスは英語詩の最高傑作と述べ、アルジャーノン・チャールズ・スウィンバーンはそのほとんどを暗誦することができた。
ボーダー・バラッドで最も有名なものに、ノーサンバランド伯爵と勇猛果敢なスコットランドの豪族ダグラスとの戦いを描いた「チェヴィオットの鹿狩り」がある。エリザベス1世の廷臣で詩人でもあったフィリップ・シドニーやベン・ジョンソンは、このバラッドを激賞した。
言語面でも、ノーサンバーランドとスコットランド低地地方の結びつきは強く、近代英語では失われてしまったbairn（子ども）といった古英語の単語が両地域にまたがって残っていることからもそれは裏付けられる。古代、両地域は同じノーサンブリア王国の版図であった。そのため、イングランドとスコットランドの国境は文化的というよりも政治的に引かれたと考える者もいる。
ノーサンバーランド文化の認知度向上に向けた取り組みは、ノーサンブリア言語協会の発足などにみられる。同協会はこの地方独特の方言の保存や、地元の才能の発掘に取り組んでいる。

## スポーツ

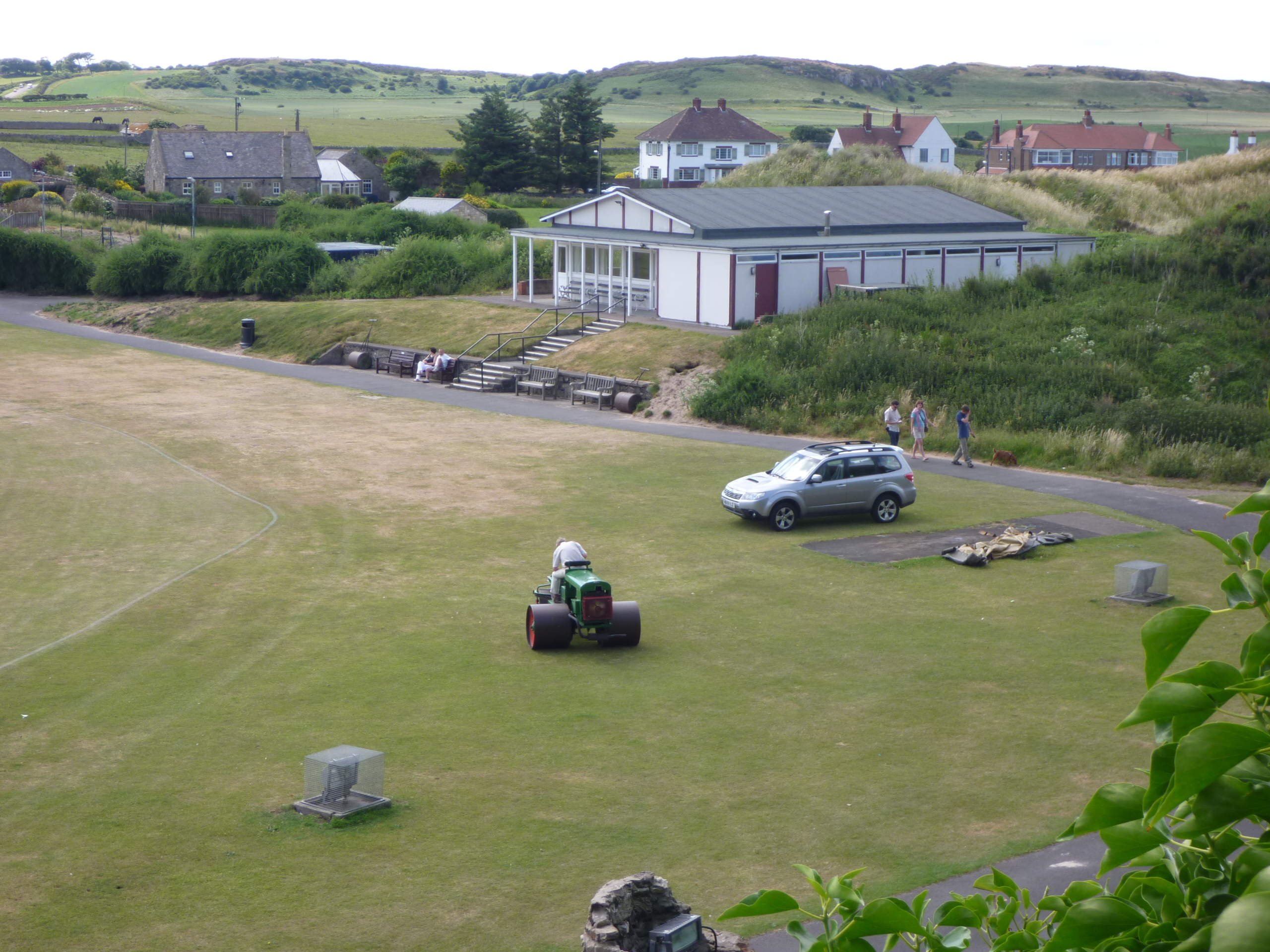
バンバーグのクリケット場

### サッカー
アニックでは毎年パンケーキ・デイに、近代サッカーの原型となったゲームを見ることができる。1280年にはモーペス近くのアルガムで、フットボールの試合中に殺人事件が起こったとする記録などもあるが、1870年代まで、組織だったサッカーチームは現れなかった。1892年、ニューカッスル・ウェストエンドFCとニューカッスル・イーストエンドが合流してニューカッスル・ユナイテッドFCが結成された。
ニューカッスル・ユナイテッドは、20世紀はじめにフットボールリーグとFAカップでそれぞれ3度の優勝に輝いた。2023 - 24シーズン時点でも、イングランド1部のプレミアリーグに所属している。ニューカッスルのセント・ジェームズ・パークは第一級のサッカー競技場で、国際試合も頻繁に行われる。このほか、イングランド6部のナショナルリーグ・ノースにブライス・スパルタンズAFCが所属する。

#### 主なサッカー選手
ノーサンバーランドは多くの名サッカープレイヤーを輩出してきた。戦間期には、レン・シャクルトンから「サッカーの貴公子」と形容されたジョージ・キャムシェルやヒュギー・ギャラハーが出た。シャクルトン自身、ニューカッスル・ユナイテッドやノーサンバランド・カウンティ・クリケット・クラブでプレイした選手であった。第二次世界大戦後にはジョー・ハーヴェイ、ジャッキー・ミルバーン、ブライアン・クラフなどが活躍した。ニューカッスル・ユナイテッドのボビー・モンカーは、1969年のインターシティーズ・フェアーズカップ優勝にチームを導いた。
アシントン出身のボビー・チャールトンとジャッキー・チャールトンは、いずれもジャッキー・ミルバーンのおいにあたる。ボビーはマンチェスター・ユナイテッドFCに、ジャッキーはリーズ・ユナイテッドFCに所属し、それぞれのクラブに大いに貢献した。イングランドで開催された1966 FIFAワールドカップのイングランド代表にも、ふたりとも選出された。1970年代にはマルコム・マクドナルドがニューカッスルで活躍した。1980年代から1990年代にはピーター・ベアズリーやポール・ガスコイン、クリス・ワドル、アラン・シアラーが出た。シアラーのプレミアリーグ260ゴールは、史上最多記録である。

### ゴルフ
ゴルフはスコットランド起源とされるが、ノーサンバーランド・コーストの砂丘で聖カスバートがプレイしたという伝承がこの地域に残されている。アルンマスにあるアルンマス・ビレッジ・クラブは、1869年創立のノーサンバランドで最も古いゴルフクラブ（イングランド全体でも4番目に古い）である。今日では9ホールを備えている。
イングランド内戦中、パンドンに幽閉されていたチャールズ1世は、郊外のシールド・フィールズで Goff を楽しんだ。
ノーサンバランド出身のゴルフ選手として、ヨーロピアンツアーで3勝したアシントン出身のケニー・フェリーが挙げられる。

### その他
ニューカッスルからサウス・シールズまで走破するグレートノースランというハーフマラソン大会があり、毎年数千人が参加する。2013年の第33回グレートノースランには5万6000人が参加した。

## ギャラリー
- シートン・デラヴァル・ホール
- ベリックの城壁
- リンディスファーン城
- ノーサンバーランディア（地上絵の現代芸術作品）
- エイドン城
- 古代ローマのキルルヌム砦
- ウッドホーン（博物館）